# Austrolimnophila (Austrolimnophila) joana
Austrolimnophila (Austrolimnophila) joana is een tweevleugelige uit de familie steltmuggen (Limoniidae). De soort komt voor in het Neotropisch gebied.